# 剱埼灯台
剱埼灯台（つるぎさきとうだい）は、神奈川県三浦市東部、剱崎突端に立つ白亜塔形の大型灯台である。
1866年、アメリカ、イギリス、フランス、オランダの4ヶ国と結んだ「改税条約」（江戸条約）によって江戸幕府が建設を約束した8ヶ所の灯台（条約灯台）の一つ。設計は「灯台の父」と呼ばれるお雇い外国人リチャード・ブラントンが担当し、当初は石造であった。現在使用されている灯台はコンクリート造で、関東地震（関東大震災）の後に再建された2代目のもの。
三浦半島南東端に位置しており、浦賀水道・相模灘を照らす。剱崎から南南東に位置する館山市洲崎（洲埼灯台）までを結ぶ線が浦賀水道（東京湾）と太平洋の境界となっている。周辺は岩礁が発達し、対岸に房総半島を望む風光明媚な地である。

## 歴史
- 1866年（慶応2年）5月：改税条約により、建設が決定
- 1871年（明治4年）3月1日（旧暦1月11日）：日本で7番目の洋式灯台として初点灯
- 1923年（大正12年）9月1日：関東地震により倒壊
- 1925年（大正14年）7月4日：現在の白色塔形（八角形）コンクリート造で再建。
- 1991年（平成3年）：無人化
- 1996年（平成8年）4月：無線方位信号所併設
- 2025年（令和7年）3月25日：光源をメタルハライドランプからLEDに変更（通常のLED化と異なり、レンズはそのまま光源部のみを交換）

## 付属施設
- 無線方位信号所（レーマークビーコン）

## ギャラリー

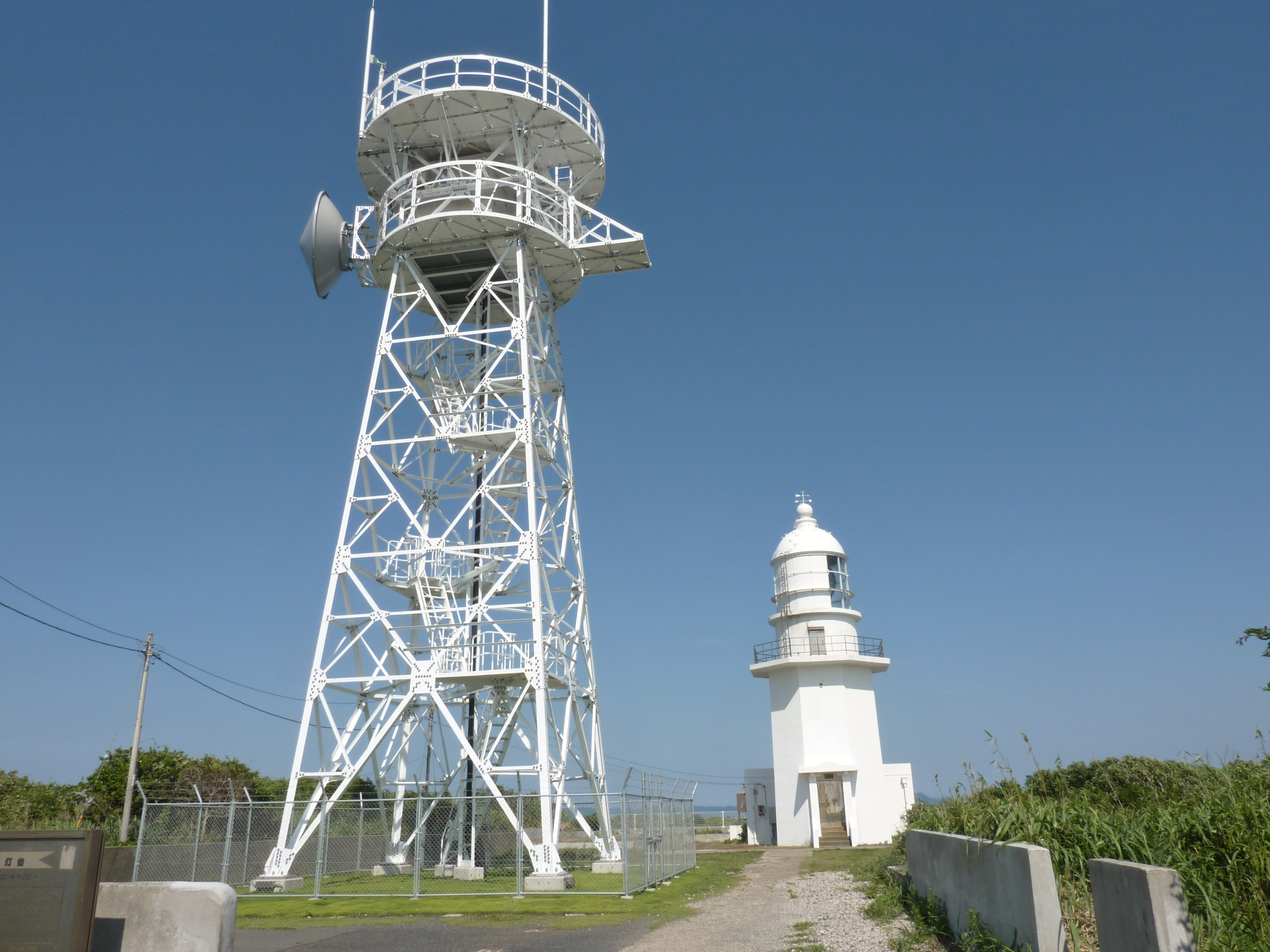
左の鉄塔はレーダー施設
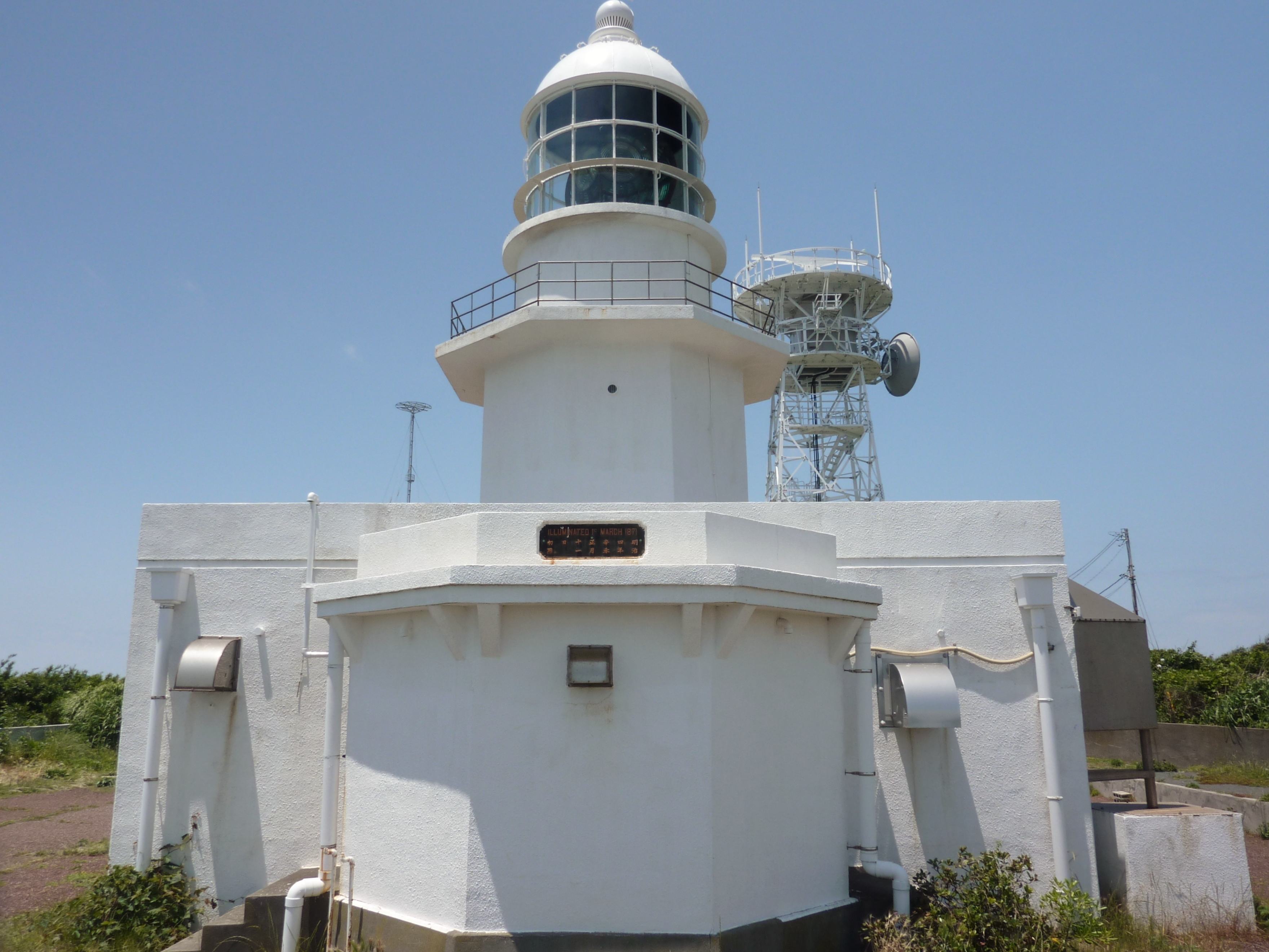
灯台近景（東側）
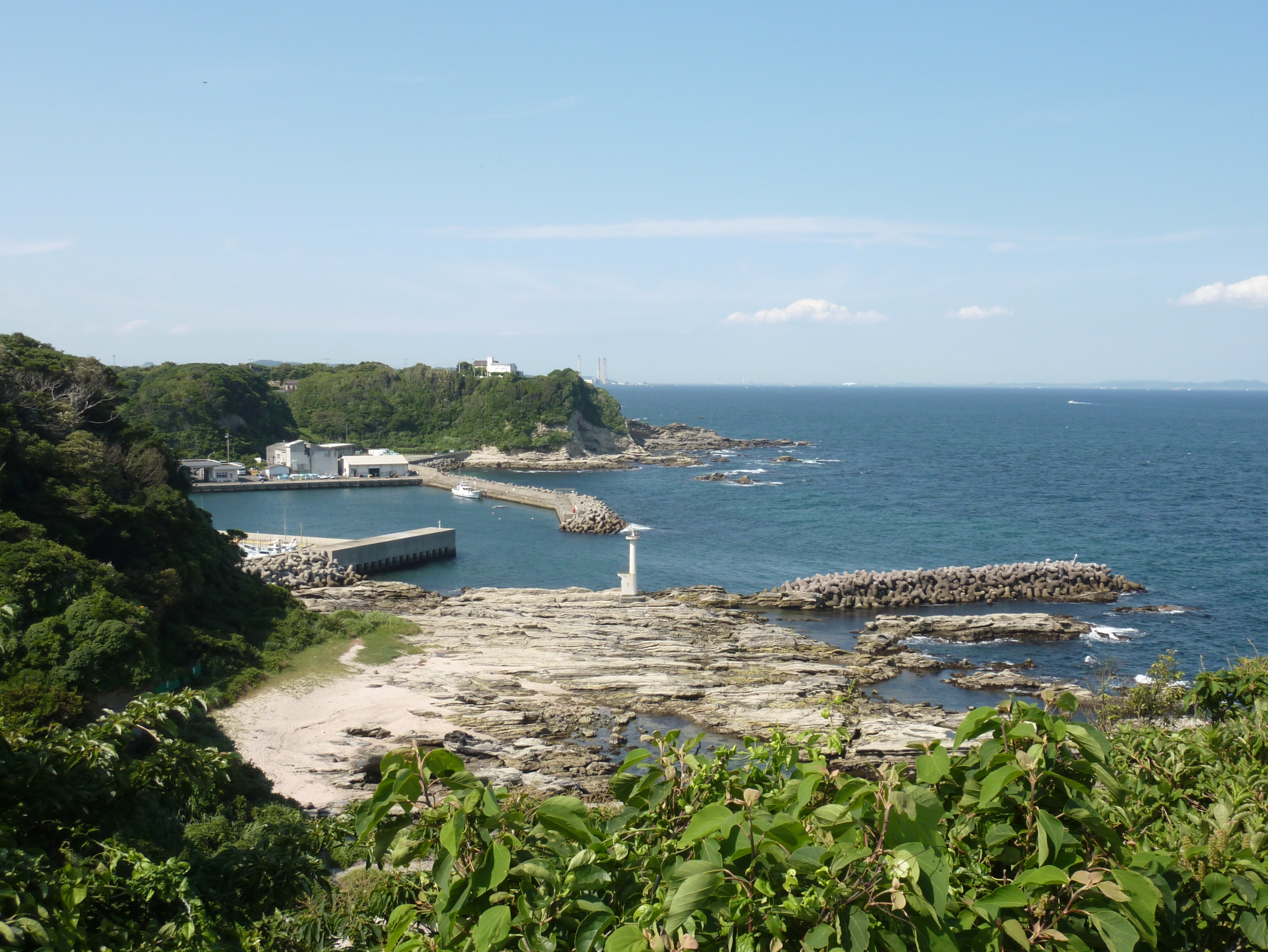
灯台脇から望む間口漁港
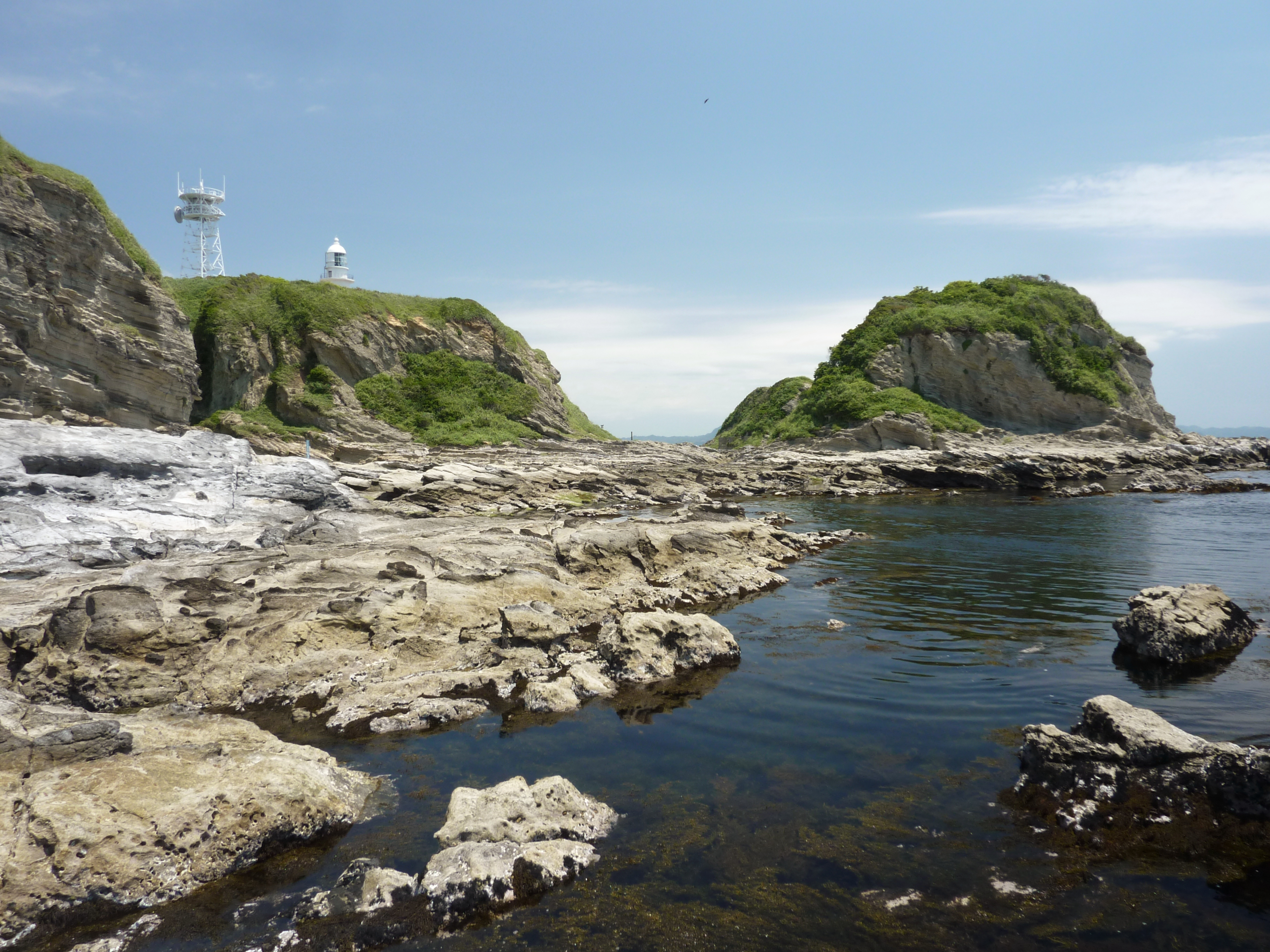
灯台周辺